# Victor Mature

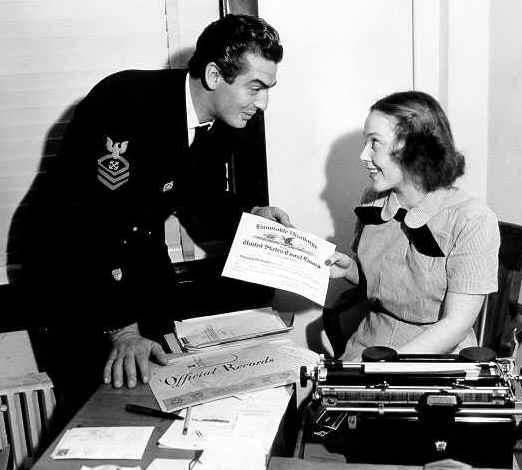
Victor Mature w 1945

Victor John Mature (ur. 29 stycznia 1913 w Louisville, zm. 4 sierpnia 1999 w Rancho Santa Fe) – amerykański aktor filmowy, teatralny, radiowy i telewizyjny, który był czołową postacią Hollywood w latach 40. i 50. XX wieku.
8 lutego 1960 otrzymał własną gwiazdę w Alei Gwiazd w Los Angeles znajdującą się przy 6780 Hollywood Boulevard.

## Życiorys
Urodził się w Louisville w stanie Kentucky w rodzinie pochodzenia włoskiego. Jego ojciec, Marcello Gelindo Maturi, później Marcellus George Mature, zajmował się ostrzeniem noży w Pinzolo, w prowincji Tyrol. Jego matka, Clara P. (Ackley), urodziła się w Kentucky i pochodziła ze Szwajcarii. Starszy brat, Marcellus Paul Mature, zmarł na zapalenie kości i szpiku w 1918 w wieku 11 lat. Jego jedyna siostra, Isabelle, zmarła w 1906. Mature uczęszczał do szkoły średniej im. św. Franciszka Ksawerego w Louisville, do Instytutu Wojskowego Kentucky w Lyndon i Spencerian Business School. Zanim przeprowadził się do Kalifornii, przez krótki czas sprzedawał słodycze i prowadził restaurację.
Mature studiował i grał w Pasadena Community Playhouse w Pasadenie. Przez trzy lata mieszkał w namiocie na podwórku. W 1937 został zauważony przez Charlesa R. Rogersa, agenta Hala Roacha, który nazwał go „rywalem Clarka Gable’a, Roberta Taylora i Errola Flynna”. Zadebiutował na ekranie w niewielkiej roli Lefty’ego w komediodramacie Hala Roacha Córka gospodyni (The Housekeeper’s Daughter, 1939) z Joan Bennett, za co jeden z recenzentów nazwał go „przystojnym typem Tarzana” i doprowadziło do jego awansu na głównego bohatera w roli Tumaka, młodego jaskiniowca, który stara się zjednoczyć niecywilizowane Plemię Skały i pokojowe Plemię Muszli w filmie przygodowym fantasy Milion lat przed naszą erą (One Million B.C., 1940). W 1941 zadebiutował na Broadwayu w roli Randy’ego Curtisa w komedii muzycznej Dama w ciemności (Lady in the Dark).
W lipcu 1942 Mature próbował zaciągnąć się do United States Navy, ale został odrzucony ze względu na ślepotę barw. Zaciągnął się do United States Coast Guard po tym, jak tego samego dnia przeszedł inne badanie wzroku. Został przydzielony do USCGC Storis, który był częścią Patrolu Grenlandzkiego. 
Po II wojnie światowej Mature związał się z 20th Century Fox, współpracując z Henrym Fondą przy westernie Johna Forda Miasto bezprawia (My Darling Clementine, 1946) jako doktor John „Doc” Holliday. W dramacie kryminalnym noir Henry’ego Hathawaya Pocałunek śmierci (Kiss of Death, 1947) z Richardem Widmarkiem został obsadzony w roli bezrobotnego recydywisty Nic Bianco, który nie mogąc znaleźć zatrudnienia z powodu swojej kryminalnej przeszłości i mając na utrzymaniu rodzinę, decyduje się na napad na jubilera. 
Pojawienie się CinemaScope i standaryzacja Technicoloru zapewniły mu rolę Samsona w spektakularnym biblijnym dramacie kostiumowym Cecila B. DeMille’a Samson i Dalila (Samson and Delilah, 1949). De Mille opisał rolę Samsona jako „połączenie Tarzana, Robin Hooda i Supermana”. Mature początkowo niechętnie przyjął tę rolę w obawie, że ryzykuje swoją nową powojenną reputację poważnego aktora, ale zmienił zdanie.
W latach 50. otworzył i prowadził sklep z urządzeniami elektronicznymi na Pico Boulevard.
Zmarł 4 sierpnia 1999 w swoim domu na Rancho Santa Fe w Kalifornii na białaczkę w wieku 86 lat.

## Filmografia
- 1939: Córka gospodyni (The Housekeeper's Daughter) jako Lefty
- 1940: Captain Caution jako Dan Marvin
- 1940: Milion lat przed naszą erą (One Million B.C.) jako Tumak
- 1940: No, No, Nanette jako William Trainor
- 1941: I Wake Up Screaming jako Frankie Christopher
- 1941: Kasyno w Szanghaju (The Shanghai Gesture) jako dr Omar
- 1942: Footlight Serenade jako Tommy Lundy
- 1942: My Gal Sal jako Paul Dresser
- 1942: Seven Days’ Leave jako Johnny Grey
- 1942: Song of the Islands jako Jeff Harper
- 1943: Show Business at War
- 1946: Miasto bezprawia (My Darling Clementine) jako doktor John „Doc” Holliday
- 1947: Moss Rose jako Michael Drego
- 1947: Pocałunek śmierci (Kiss of Death) jako Nick Bianco
- 1948: Krzyk miasta (Cry of the City) jako por. Candella
- 1948: Fury at Furnace Creek jako Cash Blackwell/Tex Cameron
- 1949: Red, Hot and Blue jako Danny James
- 1949: Easy Living jako Pete Wilson
- 1949: Samson i Dalila (Samson and Delilah) jako Samson
- 1950: Wabash Avenue jako Andy Clark
- 1950: Stella jako Jeff DeMarco
- 1950: Gambling House jako Marc Fury
- 1952: The Las Vegas Story jako porucznik Dave Andrews
- 1952: Something for the Birds jako Steve Bennett
- 1952: Million Dollar Mermaid jako James Sullivan
- 1952: Androkles i lew (Androcles and the Lion) jako kapitan
- 1953: Szata (The Robe) jako Demetriusz
- 1953: The Glory Brigade jako porucznik Sam Pryor
- 1953: Pocałunek i deszcz (Affair with a Stranger) jako Bill Blakeley
- 1953: Tunika (The Robe) jako Demetriusz
- 1954: The Veils of Bagdad jako Antar
- 1954: Niebezpieczna misja (Dangerous Mission) jako Matt Hallett
- 1954: Demetriusz i gladiatorzy (Demetrius and the Gladiators) jako Demetriusz
- 1954: Egipcjanin Sinuhe (The Egyptian) jako Horemheb
- 1954: Zdrada (Betrayed) jako 'Scarf'
- 1955: Wódz Szalony Koń (Chief Crazy Horse) jako Szalony Koń
- 1955: The Last Frontier jako Jed Cooper
- 1955: Krwawa sobota (Violent Saturday) jako Shelley Martin
- 1956: Zarak jako Zarak Khan
- 1956: Safari jako Ken Duffield
- 1956: The Sharkfighters jako komandor porucznik Ben Staves
- 1957: Interpol jako Charles Sturgis
- 1957: Daleki transport (The Long Haul) jako Harry Miller
- 1957: China Doll jako kpt. Cliff Brandon
- 1958: No Time to Die jako sierżant David H. Thatcher
- 1958: Escort West jako Ben
- 1959: Cyrk wielki (The Big Circus) jako Henry Jasper "Hank" Whirling
- 1959: Timbuktu jako Mike Conway
- 1959: Hannibal jako Hannibal
- 1959: The Bandit of Zhobe jako Kasim Khan
- 1962: Tatarzy (I Tartari) jako Oleg
- 1966: Polowanie na lisa (Caccia alla volpe) jako Tony Powell
- 1968: Głowa (Head) jako wielki zwycięzca
- 1972: Mali krętacze i niańki (Every Little Crook and Nanny) jako Ganucci
- 1976: Won Ton Ton - pies, który ocalił Hollywood (Won Ton Ton, the Dog Who Saved Hollywood) jako Nick
- 1977: M*A*S*H jako dr John "Doc" Holliday
- 1979: Siła ognia (Firepower) jako Harold Everett
- 1984: Samson i Dalila (Samson and Delilah) jako Manoach